# О’Келли, Шон Томас
Шон Томас О’Келли (ирл. Seán Tomás Ó Ceallaigh, англ. Seán Thomas O'Kelly; 25 августа 1882, Дублин — 23 ноября 1966, Дублин) — президент Ирландии с 25 июня 1945 по 24 июня 1959 года.
Шон Томас О’Келли получил среднее образование в школе христианских братьев в Дублине и с 1898 года начал работу ассистентом в Национальной библиотеке Ирландии. Тогда же он стал членом Гэльской лиги, в 1910 году войдя в её правящий совет, а в 1915 году став генеральным секретарём. Ещё с 1905 года О’Келли был членом и Шин Фейн. В 1916 году он участвовал в Пасхальном восстании, был арестован, однако избежал тюрьмы в Великобритании.
В 1918 году О’Келли был избран в Палату общин от Шин Фейн и наряду с остальными националистическими депутатами принял участие в формировании Дойла и провозглашении независимой Ирландской республики. В 1919 году он становится председателем Парламента и в этом качестве представляет самопровозглашённое правительство на переговорах в Версале и Ватикане. В 1921 году, после подписания Англо-ирландского договора и отставки де Валеры с поста президента, О’Келли пытается найти компромисс, после чего поддерживает де Валеру в гражданской войне и после поражения республиканцев до декабря 1923 года находится в тюрьме, а затем представляет Шин Фейн в США до 1926 года, когда становится одним из соучредителей оппозиционной партии Фианна Файл.
После победы Фианна Файл на выборах 1932 года О’Келли вошёл в Исполнительный совет де Валеры в качестве его заместителя и министра местного самоуправления. В том же году О’Келли и министр обороны Фрэнк Айкен организовали кампанию бойкота пробританского генерал-губернатора Джеймса Макнейла, приведшей к его отставке. С провозглашением республики в 1937 году О’Келли становится первым танисте — заместителем премьер-министра. В 1939 году О’Келли получил портфель министра финансов.
В 1945 году после отказа президента Дугласа Хайда идти на второй срок О’Келли был номинирован Фианна Файл в президенты и одержал на выборах победу, впрочем, только во втором туре, опередив кандидата Фине Гэл Шона Макоуэна и независимого сенатора Патрика Маккартана, а в 1952 году автоматически был избран на второй срок при отсутствии оппонентов и личной номинации, поддержанной всеми партиями. О’Келли на посту президента играл в основном церемониальную роль, трижды досрочно распуская Дойл по просьбе премьер-министров де Валеры и Джона Костелло. В 1959 году он посетил США, где выступил перед Конгрессом. В период правления О’Келли Ирландия официально в 1949 году покинула Содружество наций, сделав его полноправным президентом.
В 1959 году полномочия О’Келли истекли, и его заменил в президентском кресле давний соратник де Валера. О’Келли удалился из общественной жизни. В 1966 году он скончался, не оставив детей, и был погребён на кладбище Гласневин в Дублине.